# Josef Maschka
Josef Maschka (Josef rytíř von Maschka – Josef chevalier de Maschka) (1820, Prague - 18 février 1899, Prague), est professeur de médecine légale à l'université Charles-Ferdinand de Prague, pionnier dans son domaine, et conseiller à la cour d'Autriche-Hongrie.

## Biographie
Après son diplôme de médecine en 1842, il exerce à l'Hôpital général de Prague. En 1846 il est nommé à l'Institut de médecine légale comme adjoint du professeur Matthieu Popela. Il est nommé titulaire en 1866. Il écrit de nombreux articles scientifiques et édite Le grand traité de médecine légale, 1881-1882. Pour ses travaux, il reçoit le titre de chevalier. Bien qu'il ait publié quelques travaux en anglais, l'essentiel de ses écrits est en tchèque.

## Sources
- (cz) Cet article est partiellement ou en totalité issu de l’article de Wikipédia en tchèque intitulé « Josef Maschka » (voir la liste des auteurs).